# Simón VII de Lippe
El Conde Simón VII de Lippe (30 de diciembre de 1587, Castillo de Brake cerca de Lemgo-26 de marzo de 1627, Detmold) fue un gobernante del condado reformado de Lippe-Detmold.

## Biografía
Era el segundo hijo del Conde Simón VI de Lippe y de su esposa Isabel de Schauenburg y Holstein.
En 1601, Simón y su hermano mayor Bernardo viajaron a Kassel, donde estudiaron en le escuela de la corte. Tras la prematura muerte de Bernardo en 1602, Simón retornó a Brake, donde su padre lo introdujo sistemáticamente en los asuntos de gobierno. Cuando su padre murió en 1613, él asumió el gobierno. En 1617, logró por dar por terminada una amarga disputa que su difunto padre había tenido con la ciudad de Lemgo. Simón VI intentó imponer del Calvinismo en todo el condado, pero los ciudadanos de Lemgo prefirieron el Luteranismo. El Tratado de Röhrentrup permitió el Luteranismo en Lemgo y dio a la ciudad el derecho de Alta justicia, que la ciudad usó entonces para organizar juicios de brujas.
Simón VII permaneció neutral durante la Guerra de los Treinta Años, en un intento de salvar a su pequeño condado tanto como fuera posible. El país sufrió sin embargo, cuando soldados extranjeros se hospedaron en el condado.

## Matrimonio e hijos
Simón VII contrajo matrimonio con la Condesa Ana Catalina de Nassau-Wiesbaden-Idstein (1590-1622) en 1607. Tuvieron los siguientes hijos:
- Hijo de nombre desconocido (fallecido: 23 de febrero de1609)
- Simón Luis (1610-1636), desposó en 1631 a la Condesa Catalina de Waldeck-Wildungen (1612-1649).
- María Isabel (1611-1667), desposó en 1649 al Conde Cristián Federico de Mansfeld-Hinterort (1615-1666).
- Ana Catalina (1612-1659), desposó al Príncipe Federico de Anhalt-Harzgerode (1613-1670).
- Juan Bernardo (1613-1652)
- Otón Enrique (1614-1648), asesinado en 1648.
- Hermán Adolfo (1616-1666), desposó:
  1. en 1648 a la Condesa Ernestina de Isenburg-Büdingen-Birstein (1614-1665)
  2. en 1666 a la Condesa Amalia de Lippe-Brake (1629-1676)
- Juliana Úrsula (1617-1630)
- Juan Luis (1618-1628)
- Federico Felipe (1619-1629)
- Magdalena (1620-1646)
- Simón (1620-1624)

Tras la muerte de Ana Catalina, contrajo matrimonio con la Condesa María Magdalena de Waldeck-Wildungen (1606-1671), hija del Conde Cristián de Waldeck, en 1623 y tuvo tres hijos más:
- Cristián (1623-1634)
- Sofía Isabel (1624-1688), desposó en 1644 al Conde Jorge Guillermo de Leiningen-Westerburg.
- Jobst Hermán (1625-1678), desposó en 1654 a la Condesa Isabel Juliana de Sayn-Wittgenstein. Fue el fundador de la línea de Lippe-Biesterfeld.

| Predecesor: Simón VI | Conde de Lippe-Detmold 1613-1627 | Sucesor: Simón Luis Jobst Hermán (como Señor de Lippe-Biesterfeld) |

- Datos: Q85475
- Multimedia: Simon VII, Count of Lippe-Detmold / Q85475